# Avenue Jacques-de-Liniers
L'avenue Jacques-de-Liniers est une voie située dans le 19e arrondissement de Paris, en France.

## Situation et accès
L'avenue est située dans le quartier administratif du Combat dans le parc des Buttes-Chaumont.

## Origine du nom

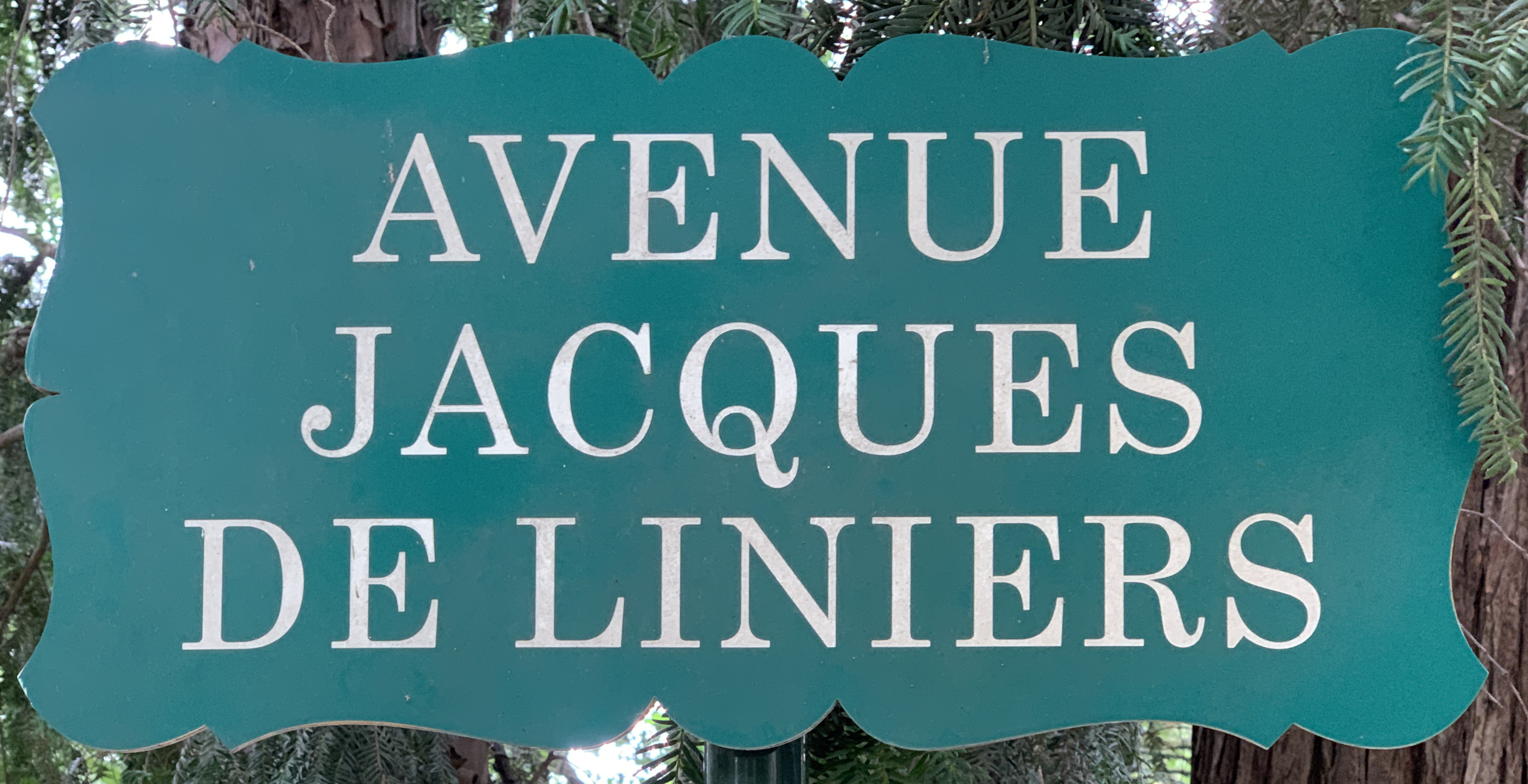
Plaque de l'avenue.

Le nom de l'avenue rend hommage à Jacques de Liniers, premier comte de Buenos Aires.